# Ephemeroporus tridentatus
Ephemeroporus tridentatus är en kräftdjursart som först beskrevs av Bergamin 1939.  Ephemeroporus tridentatus ingår i släktet Ephemeroporus och familjen Chydoridae. Inga underarter finns listade i Catalogue of Life.